# Michail Leontievitj Bulatov
För andra personer med samma efternamn, se Bulatov.
Michail Leontievitj Bulatov (Михаил Леонтьевич Булатов), född 1760 i Rjazan, död 2 maj 1825 i Omsk, var en rysk militär. Han var generalmajor från 1799 och generallöjtnant från 1823. Han deltog i bland annat rysk-turkiska kriget 1787-1792, finska kriget och Napoleonkrigen.

## Uppväxt
Bulatov föddes år 1760 på ett av familjens gods i guvernementet Rjazan, ungefär 200 km sydost om Moskva. Familjen var förmögen men Bulatov kunde sällan njuta av lugnet på sina lantgods eller överdådet i sina palatsliknande hem i Sankt Petersburg. Han var djupt fäst vid sin familj, som han sällan såg, men kärleken till kejsaren var hans främsta drivfjäder. Han fick en utmärkt militär skolning genom att tjäna under de mest lysande ryska härförarna, så som Pjotr Rumjantsev, Aleksandr Suvorov, Grigorij Potemkin, Michail Kutuzov, Pjotr Bagration, m. fl. Han var en erkänt skicklig taktiker, kartograf och militäringenjör. 
Som alla adliga på den tiden måste Bulatov vid 16 års ålder antingen ta en civil tjänst inom statsförvaltningen eller bli officer. Han valde det senare, som sin far och började år 1776 sin militära bana vid Livgardets Izmajlovska regemente. Sedan tjänade han under Katarina II och hennes två efterträdare på tronen, Paul I och Alexander I under nära 50 års oavbrutet krigande.

## Kriget mot turkarna
År 1783 förflyttades Bulatov med kaptens rang till Ladogas musketörregemente, som då befann sig i Kaukasien mellan floderna Kuban och Laba. Han kämpade där under general Leonov. Han var också med vid erövringen av Krim.
År 1787 inledde khanen av Krimkhanatet, Sagin-Girai, understödd av Osmanska riket ett nytt krig mot ryssarna på Krim. Bulatov förflyttades till Jekaterinoslavs armé, som stod under furst Potemkins befäl vid turkiska gränsen.
Vid krigsutbrottet hade Potemkin befälet över en 93 000 man stark armé, som var modernare och bättre utrustad än den turkiska. Han ville förhindra den turkiska flottan att landstiga i Otjakov vid Svarta havet och slog läger utanför staden i juni 1788. Bulatov, fick order att med sina trupper ta sig över floden Bug vid samma stad. Sedan väntade hären på order om anfall ända till december. 
Under tiden utnämnde Potemkin Bulatov till chef för en truppenhet, som deltog i erövringen av städerna Bendery och Akkerman i närheten av Otjakov. Som belöning för ett utmärkt genomfört arbete, utnämnde han sedan Bulatov till major och upptog honom i sin stab.
Katarina uppmanade Potemkin i flera brev att gå till anfall och så äntligen en bitande kall morgon den 6 december 1788 stormade de ryska trupperna över de turkiska löpgravarna utanför Otjakov. Bulatov var Potemkins adjutant och sändes med order till de mest utsatta ställena. Trots segt motstånd tog sig ryssarna över fortets förskansningar kämpade sig in mot stadens centrum och erövrade slutligen Hassan Paschas borg. När slaget var över hade 956 ryssar satt livet till och 1 829 sårats. 4 000 turkar togs till fånga och 9 500 dödades. 
Från år 1789 var Bulatov stationerad i Bessarabien och Moldavien i det nordvästra hörnet av Svarta havet. 1790 kommenderades han att ta del i belägringen av staden Izmajil nära Donaus utflöde i Svarta havet. Erövringen av Izmajil var av avgörande betydelse för utgången av kriget. Turkarna hade fått hjälp av franska och tyska militäringenjörer vid befästande av staden. Den låg vid en brant strand och omgavs av höga murrar och en vattenfylld vallgrav.
Den belägrande ryska armén bestod av 81 000 man. Det var sent på året och kallt. Inkvarteringsmöjligheter saknades och sjukdomar grasserade i den ryska armén. Generalerna tvekade och moralen var låg. 
Under tiden lyckades general Suvorov slå de turkiska trupperna under Jusef-Passan vid Rimnik. Efter slaget tågade Suvorov till Izmajil och de ryska trupperna där fick nytt hopp.
Suvorov satte genast igång förberedelserna för slaget. 27 000 risknippor tillverkades för att fylla vallgravarna och 40 stegar för att ta sig över Ismails murar. Trupperna tränade på ett fort, som byggdes enbart för detta ändamål. Suvorov sände Bulatov med 2 000 man över Donau för att sätta upp fyra batterier (12 kanoner) där.
Halv sex på morgonen den 11 december 1790 satte man sig i rörelse i tät dimma. Bulatov ledde den sjätte kolonnen. Ryssarna trängde in i staden och striden fortsatte på gatorna i flera timmar. Suvorov var skoningslös, slaget blev ett av århundradets blodigaste. 26 000 turkar dödades och 9 000 togs till fånga. Ryssarna hade 1 815 döda och 2 445 sårade. Hela den turkiska armén på 40 000 man var slagen.
Bulatov blev belönad för sin insats med Sankt Vladimirs orden. I ett brev till Bulatov skriver kejsarinnan Katarina bl.a. ”...under stormningen ledde du den sjätte kolonnen, var i första ledet och visade ett enastående mod ...”
1791 vistades Bulatov med sina trupper i Moldavien och nära staden Macin i Valakiet.

## Krig i Europa
1792 började ett nytt krig med Polen. Vid krigsutbrottet förflyttades Bulatov till gränsfloden Njemen, där han underställdes general Kretjetnikov. De ryska trupperna slog Tadeusz Kosciuszkos trupper vid Dubienka den 18 juli 1792. År 1793 kom Ryssland och Preussen överens om Polens andra delning. Krechetnikov beordrade Bulatov att låta märka ut de nya gränserna. 1794-1796 tjänade Bulatov under fältmarskalk Pjotr Rumjantsev. 1796 efterträddes Katarina av sin son Paul I. 
Samma år utnämndes Bulatov av general Dolgorukov till överstelöjtnant och 1797 blev han överste. Han började ägna sig åt kartografi och gjorde bland annat upp kartor över den ryska kusten vid Finska viken. Bulatov tjänade under denna tid först under general Gudovitj och sedan under general Numsen. År 1799 blev Bulatov generalmajor och förflyttad till Jamburgs jägarregemente. Samtidigt upptogs han i hans majestäts svit.
Bulatovs paraduniform som generalmajor i kejsarens svit, hade planerats av Paul själv. Rocken var mörkgrön med röda uppslag och guldgaloner. Framtill var den öppen och baktill gick den ner till knävecken. Under rocken hade han en röd väst med guldbroderier. Byxorna var röda och de svarta stövlarna, som gick upp över knäna, hade sporrar. Till uniformen hörde ytterligare värja samt generalshatt med guldbård, vit kokard och vita fjädrar.
Paul avsattes och mördades av det högre militärbefälet 1801. Han efterträddes av sin son Alexander I. Bulatov tjänade från år 1807 i Preussen under general Levin August von Bennigsen, nära Hustadt under general Aleksandr Osterman-Tolstoj och i Ostrolenko under general Nikolaj Tutjkov. Bulatov deltog bland annat i slaget vid Friedland, där Napoleon I slog de förenade ryska och preussiska arméerna. 
Trots den dåliga ryska framgången fick Bulatov under denna tid många utmärkelsetecken, bland annat Sankt Johannes från Jerusalem och Sankt Georgs ordnar.
I december 1807 utsågs Bulatov till chef för det moghailiovska infanteriregementet och förflyttades till gränsen mellan Ryssland och Finland.

## Det finska kriget
Det var isande kallt, -30 grader C, när den ryska 5:e divisionen under generallöjtnant Tutjkov den 28 februari 1808 gick över gränsen till Finland. Divisionens vänstra flygel under Bulatov befann sig då mellan Savitaipale och Suomenniemi nära den dåvarande finsk-ryska gränsen. Han följde sedan Savolaxbrigaden under överste Cronstedt i spåren hela vägen till Revolax i Österbotten. 
Bulatov tågade genom Suomenniemi och intog Kristina. I ilmarsch fortsatte han till S:t Michel, som också intogs utan motstånd. Cronstedt hade redan den 29 februari dragit bort sina trupper och tågat norrut.
Mellan S:t Mickel och Jockas, i Ingila, stötte löjtnant Å. Ruthenskjöld under en rekognosering med 30 dragoner på en av Bulatovs kosackpatruller, som drevs tillbaka.
Bulatov följde i de finska truppernas spår via Rantasalmi mot Laivalinna fästning i Varkaus. Men när han kom fram hade finnarna redan hunnit bränna flottans kanonslupar och arméns förråd samt förnaglat de kanoner, som lämnats kvar. Cronstedt befann sig sen den 6 mars ca 20 km norr om Varkaus i Leppävirta. Dit hade han tagit sig på för ryssarna okända vägar, vilket förorsakade svårigheter vid förföljandet.
Överstelöjtnant Sandels, chef för Savolax jägarregemente och underställd Cronstedt, hade just anlänt från Stockholm till Leppävirta. Han sände nu en skidtrupp under kapten Gregori Aminoff från Leppävirta mot Varkaus för att rekognosera. Aminoff stötte på Bulatovs trupper, och försökte uppehålla dem men drog sig sen tillbaka. 
Bulatov avancerade snabbt och på eftermiddagen den 11 mars befann han sig på isen utanför Karlviks herrgård vid Leppävirta. Bulatov hade alltså äntligen efter en marsch på mer än 200 km från gränsen i 30-40 graders köld och på dåliga vägar hunnit upp Cronstedt.
Ryssarna var underlägsna i antal, de hade 1 500 man mot finnarnas 3 000. Först öppnade finnarna eld och sedan red kavalleriet ut på isen. Efter några kavalleriattacker gav Cronstedt överraskande order om reträtt och Savolax brigad fortsatte sin marsch norrut.
Cronstedt tågade till Kuopio, dit han anlände den 13 mars och fortsatte sedan den 15 mars norrut. Också Bulatov marscherade mot Kuopio dit han anlände efter det Cronstedt dragit vidare. Han möttes vid utkanten av staden av kvarlämnade finska trupper men lyckades driva dem på flykten. Kort därefter anlände resten av den 5:e divisionen under Tutjkov till Kuopio.
Tutjkov fick nu order från Buxhoeveden, som befann sig i södra Finland, att tåga mot Vasa, för att avskära den finska huvudhärens reträtt. Bulatov lämnades kvar i Kuopio med 2 500 man.
Efter Tutjkov avtågat kom en ny order från Buxhoeveden, att Bulatov i ilmarsch skulle bege sig till Idensalmi och därifrån till Piippola och Uleåborg. Han skulle anfalla finnarna överallt där de ville göra motstånd.
Den 31 mars hade Bulatov marscherat ca 250 km till Pulkkila utan att möta motstånd. Där stannade han till den 20 april. Den 24 april anlände han via Vihanti till Revolax efter att ha färdats ytterligare 150 km.
Bulatov inrättade sitt högkvarter i prästgården. Här bodde han tillsammans med kaplanen i Revolax, Abraham Mellin och hans familj samt de högre officerarna och sina adjutanter.
Bulatov hade ca 2 000 man i och kring gårdarna på båda stränderna av Siikajoki. Hans trupp bestod av en bataljon mochailovska grenadjärer, två bataljoner permiska infanterister, en del av Velikolutskis musketörregemente, två skvadroner grodnoska husarer och 50 kosacker samt fem kanoner.
Bulatov sände genast efter ankomsten till Revolax ut en avdelning bestående av 60 skarpskyttar, 20 husarer och 12 kosacker under kapten Leontjev för att rekognosera. Leontjev undersökte vägarna söder om Revolax, och upptäckte Cronstedts förtrupper i närheten av Paavola. Bulatov sände Kapten Sosnin till Tutjkovs högkvarter i Brahestad med en anfallsplan, enligt vilken hela divisionen skulle delta i en gemensam operation. Tutjkov skulle enligt planen med huvudstyrkan anfalla från Brahestad mot Paavola, Kulnev med sina förtrupper anfalla Lumijoki och Bulatov gå från Revolax mot Fransila. De tre kolonnerna skulle därefter ha bildat en gemensam front och drivit finnarna mot Uleåborg. Bulatov fick inget svar från Tutjkov.
Bulatov var färdig att bryta upp om några timmar för att förena sina trupper med Tutjkovs huvudstyrka. Då upptäckte den ryska fältvakten en liten truppstyrka under Adlercreutz. Adlercreutz utgick ifrån att Cronstedt snart skulle anlända med sina trupper och satte igång ett skenanfall. Bulatov, som i mörkret inte kunde se hur stor styrka han hade emot sig, sände 40 skarpskyttar från Permiska musketörregementet under befäl av kapten Sosnin, till fältvaktens undsättning. Men Adlercreutz trängde dem tillbaka och Bulatov, som själv anlänt till platsen, gav befallning åt ytterligare ett kompani att kringgå Adlercreutz flank. 
Cronstedt hörde skottväxlingen men var ännu långt ifrån. Adlercreutz insåg det hopplösa i företaget. Han sände en kurir till Cronstedt med meddelande att han drar sig ur striden och att Cronstedt hade fria händer. Adlercreutz tågade med sin trupp tillbaka till Lumijoki. 
Klockan närmade sig 7 och Bulatov satt vid frukostbordet i prästgården när en officer kom in och meddelade att en stor truppstyrka var i antågande söderifrån och att den befann sig ca 2 km från Revolax.
Kort därefter anlände Cronstedts förtrupper till Revolax. Se slaget vid Revolax.
Efter slaget var Bulatov sårad av ett skott i magen och hade ett finger bortskjutet. Han sade åt kapten Sosnin: "Jag är övergiven. Jag är tvungen att dö här vid artilleriet med min bataljon. Skynda, om möjlighet finns, att underrätta generallöjtnant Tutjkov om mitt öde". Sedan lät han riva fanorna.
Kapten Sosnin tog sig ner på floden och smög sig förbi fienden i närheten av stranden. Därifrån red han till Siikajoki, dit Tutjkov förflyttat sina trupper. 
Bakom prästgården såg soldat 61 Kask en rysk officer med den gröna uniformsrocken nersolkad av blod. Kask riktade geväret mot honom för att ta honom till fånga. Men officeren drog sin värja och Kask sköt honom i bröstet så att han föll till marken och förlorade medvetandet. En av Bulatovs adjutanter, löjtnant Schulinus, som gett sig fången till fanjunkare Costian, sade att officeren var general Bulatov själv. Några officerare bar honom då på sina mantlar till prästgården, där han förbands och gavs omsorgsfull vård. 
Några timmar senare kom Bulatov till medvetande igen. Det första han sa var:
"Det var fan till folk ni har, jag såg flera gånger tydligt hur de föll för mina kartescher, och ändå steg de upp igen och sprang lika rasande emot mig".
Bulatov togs in på Uleåborgs sjukhus, där 173 ryska krigsfångar vårdades i maj 1808. Förhållandena på sjukhuset var dåliga. Det var brist på läkemedel, kunnig personal och utrymme. En stor del av patienterna fick ligga på golvet i sjuksalarna. Det är i alla fall troligt att Bulatov som högt uppsatt officer, fick den bästa möjliga behandling. Han besöktes bl.a. av furst Mensjikov, trots att besöket ogillades av den svenska arméledningen.
Den 25 maj var Bulatov tillräckligt återställd för att kunna sända ett brev till Klingspor med anhållan om förflyttning till Stockholm. Aminoff svarade å Klingspors vägnar omedelbart och mycket vänligt. Han prisade Bulatovs personliga egenskaper och önskade honom lycklig resa. Bulatov tackade för vänligheten i ett brev daterat 30 maj 1808.
Bulatov fördes till Stockholm, där en kula i kungens närvaro opererades bort från hans bröst.
När Bulatov tillfrisknat bosatte han sig i Norrköping. Klingspor hade gett honom ett introduktionsbrev till sin son, som var boskatt där. I brevet bad han sin son och hans vänner ta väl hand om Bulatov. Han avslutar brevet såhär: "...han är en mycket modig man och en gentleman, som skulle förtjäna ett bättre öde och jag önskar att jag kunde göra något mer för honom".
I ett brev daterat 13 december 1808 på Drottningholms slott, ber Bulatov general Aminoff vidarebefordra några brev till hustru och vänner. Aminoff befann sig nämligen just då i Stockholm och var på väg tillbaka till hären i Finland. 
Den 31 januari 1809 uppsatte kung Gustav IV Adolf en skrivelse till kejsaren med en fredstrevare. Kungen vände sig till Bulatov och bad honom överbringa skrivelsen. Om skrivelsen över huvud taget någonsin avsändes, överbringades den i alla fall inte av Bulatov.
I ett brev till Bulatov, daterat den 6 februari 1809 på Haga slott, berättar kungen att han försökt få honom utbytt mot svenska krigsfångar men att kejsaren inte gått med på detta. Kungen erbjöd därför frihet, på villkor att Bulatov inte i fortsättningen skulle delta i kriget mot Sverige. Bulatov avböjde att bli frigiven mot ett hedersord, som han ansåg sig inte kunna hålla.
Några dagar senare skrev Gustav Adolf från Stockholms slott att han förstod Bulatovs inställning och att han därför gav honom frihet utan andra villkor än att kejsaren frigav några svenska officerare.
I mars 1809, utväxlades Bulatov mot överste Löwenhjelm. Han var Adlercreutz företrädare som stabschef och blev tillfångatagen och sårad av Kulnevs kosacker den 16 april 1808 vid Pyhäjoki.
Bulatov tackade kungen för frigivandet i ett brev från Sankt Petersburg och fick ett svarsbrev från Gustav IV:s efterträdare Karl XIII. I brevet beklagar kungen att han på grund av omständigheterna inte i högre grad kunnat stå honom till tjänst men att han alltid med nöje skulle minnas det korta möte de haft.

## Rättegången
Bulatov återvände alltså till Sankt Petersburg, där han hamnade inför krigsrätt. Han anklagades för nederlaget i Revolax. Saken behandlades i en militärdomstol, som var direkt underställd kejsaren och senaten. Förhandlingarna leddes av furst Sergej Salagov.
Förutom Bulatovs två egna inlagor, användes också förhören med generallöjtnant Tutjkov och kapten Sosnin, som bevismaterial. Förhören ingick i general Buxhoevedens rapport till kejsaren efter slaget. Bulatov tog beskyllningarna mycket hårt. De grundade sig på delvis oriktiga uppgifter. Efter alla fakta i fallet framlagts frikändes Bulatov i juni 1809.

## I Bessarabien och Moldavien
Kriget mot turkarna fortsatte i Bessarabien och Moldavien, där Bulatov deltog i striderna under furst Prozorovskij. Bulatov tog sig över Donau med general Zachs förtrupper, anföll fästningen Isakcha, erövrade fästningen Tulcea och besatte Babadag samt drev fienden från området kring Donaus utflöde i Svarta havet. Han deltog också i erövringen av fästningen Kuestengi och blev igen dekorerad med flera ordnar. Den 4 september 1809 deltog han i slaget mot turkarna vid Rassevat.
I en skrivelse från Alexander utnämndes Bulatov till riddare av Sankt Annas orden av I klass. Kejsaren skriver bl.a. "...vid alla tillfällen visade du ditt mod och dina utomordentliga kunskaper i militär taktik..."
1810 deltog Bulatov i en hård strid vid den starkt befästa staden Tatarinets. Överbefälhavare var furst Bagration. De turkiska styrkorna kringgick dem och höll på att falla dem i ryggen. Bulatov upptäckte hotet och lyckades efter en strid på tio timmar driva turkarna tillbaka till staden.
Under belägringen av Silistra ledde Bulatov greve Langeronts förtrupper. Efter det fästningen erövrats, förflyttade sig trupperna underställda general Kamenskij till Sjumla, där Bulatovs insats var avgörande vid anfallet på denna bergfästning. Med lika stor framgång deltog han i erövringen av fästningarna Rusjchuk och Batin, där han ledde två truppenheter. Senare samma år deltog Bulatov också i erövringen av Nikopol.
1811 kämpade Bulatov under general Kutusov, som nyss blivit utnämnd till överbefälhavare i Bessarabien och Moldavien. Kutusov sände Bulatov över Donau, där han deltog i striderna mot storvesirens förtrupper i general Essens arméenhet. I huvudslaget nära Rusjchuk hade storvesiren 60 000 man mot ryssarnas 15 000. Storvisiren sände 10 000 ryttare mot Kutusovs vänstra flank. Turkarna bröt sig igenom och föll ryssarna i ryggen. Kutusov sände först sitt kavalleri och sedan infanterienheter till vänstra flygelns hjälp. Turkarna började retirera. Sedan satte han in hela sin styrka på en punkt och slaget var vunnet. Bulatov ledde centern, och bidrog i hög grad till segern. Som belöning för sin insats fick Bulatov ett guldsvärd med briljanter.
Kutusov beslöt nu att dra sig tillbaka över Donau. Bulatov genomförde flera avvärjningsmanövrar för att skydda armén, när den tog sig på pontoner över floden. På natten den 28 augusti 1811 tog sig enheter från vesirens armé över Donau och byggde upp ett fäste vid Malka. Sen gick den turkiska armén med 50 000 man till anfall. 20 000 man och stora förråd hade lämnats kvar på andra stranden. Bulatov hade befälet över alla trupper samt fem redutter och utanverk på den högra flanken. Turkarna koncentrerade sin styrka där och anföll gång på gång men Bulatov lyckades slå tillbaka alla anfall. 
General Markov tog sig på natten med sina trupper över Donau och lyckades totalt överraska och slå turkarna där. Därpå riktade han de turkiska kanonerna mot turkarnas rygg. I striden, som fortgick i ett helt dygn, togs stora delar av den turkiska armén till fånga. 
I september samma år anföll nya turkiska trupper igen Bulatovs högra flank vid Donau. Överbefälhavaren och hans reserv blev åskådare till hur Bulatovs trupper under en tio timmar lång strid lyckades slå tillbaka det ena anfallet efter det andra. Därefter stormade Bulatov en turkisk redutt under eldgivning från nio turkiska batterier och nedgjorde de 700 albaner, som försvarade redutten. På detta sätt hindrades ytterligare turkiskt intrång i Moldavien.
Från november 1811 till februari 1812 övervakade Bulatov den turkiska armé, som tagits till fånga. I februari 1812 genomförde han två fälttåg över Donau. Armén med artilleri tågade över isen, tog Nikopol och Gulunetskaja, vilka hade återerövrats av turkarna. Han förstörde de turkiska livsmedelsförråden och tog den turkiska arméenheten till fånga. 
I april 1812 fick Bulatov befälet över Donauarméns 4:de avdelning. Men Ryssland slöt nu fred med turkarna, för att kunna koncentrera sig på kriget mot Napoleon.

## Napoleons fälttåg mot Ryssland
Medan Kutusovs armé kämpade med Napoleon på ryskt territorium låg Bulatov med sina trupper kvar i Moldavien. I juli 1812 gav amiral Chichakov Bulatov order att tåga mot Ryssland. Bulatov tog sig i forcerat tempo över höga berg och översvämmade floder längs gränsen mellan Moldavien och Österrike, i nuvarande Rumänien. Plötsligt fick han order att ytterligare forcera tempot och att lämna efter sig de sårade och transportfordonen för att förena sina trupper med Chichakovs. Bulatov lyckades trots allt, utan att lämna någon efter sig och inom utsatt tid, återförena sina trupper med resten av den moldaviska armén. Men den ca 700 km långa marschen hade tagit hårt på hans trupper. I synnerhet kavalleriet hade svårigheter att hänga med. Hästarna hade knappt tid att äta då man slog läger sent på natten och startade tidigt följande morgon. Manskapet knotade men Chichakov gratulerade Bulatov för den snabbt genomförda marschen. 
Hösten kom och den långa marschen fortsatte. Bulatov fick order att förena sina trupper med general Tormasovs armé, som befann sig ca 400 km norrut nära Brest-Litovsk. På vägen fick Bulatovs trupper för första gången känning med fienden, polska och sachsiska truppavdelningar. Efter en skottväxling, som varade till sent inpå natten, började fienden retirera och Bulatov jagade dem framför sig i riktning mot Brest-Litovsk. Man nådde Byalo och Bulatov sände ut en grupp spanare under kapten Iziumov, som stötte på general Essens trupper inbegripna i en sammandrabbning med österrikiska och sachsiska truppenheter. Iziumov rapporterade om situationen men Bulatov höll tillbaka sina trupper. Essen retirerade och också fienden drog sig så småningom tillbaka. Bulatovs passivitet väckte en viss förvåning bland manskapet, men han hade fått order att marschera med sina två divisioner i riktning mot Warszawa för att avleda fiendens uppmärksamhet från Chichakovs trupprörelser och kunde inte fördröja den manövern.
Tillsammans med amiral Chichakovs armé drog Bulatov sig sen tillbaka och anslöt sig till de trupper, som leddes av general Saken. De deltog i striden vid Gornostajev och natten mellan den 1 och 2 november 1812 anföll de sachsarnas läger vid Volkovysk och tillintetgjorde en hel kolonn. Sachsarnas befälhavare general Renye lyckades fly iklädd nattskjorta, hans adjutant sköts ned vid hans sida och general Durutte sårades svårt.
General Sakens trupper drog sig nu tillbaka till Svisloch och därifrån genom urskogarna i Belovezjskaja till Brest-Litovsk och Volyn. Bulatov kämpade hela vägen med den förföljande böhmiska armén, som leddes av furst Karl Schwarzenberg. Reträtten blev en mardröm. Regnet öste ner, vägarna blev i det närmaste oframkomliga, manskapet och hästarna var uttröttade och Schwartzenbergs förtrupper anföll oupphörligt.
Vädret blev allt kallare och regnet förbyttes i snöfall. Det blev för kallt att sitta i sadeln, -28 grader när det var som kallast, och kavalleristerna började springa framför hästarna för att hålla sig varma. 
Bron över floden Muchavets lyckades man spränga just före Schwartzenberg nådde fram till den. Efter att ha passerat Brest-Litovsk, stötte Bulatovs eftertrupper på några transportfordon med vintunnor, som var reserverade för det högre befälet. Manskapet fick order att förstöra dem, för att de inte skulle hamna i fiendens händer. Soldaterna försökte fylla sina bleckmuggar med vin men tunnorna förstördes snabbt och soldaterna var bittert besvikna.
I december fick Bulatov kontakt med Napoleons retirerande armé. Han drev fiendens trupper genom Nevel och Minsk ut från ryskt territorium och tog 2000 fångar.

## Napoleons fall
Napoleon hade lyckats samla ihop en ny armé på 500 000 man när ryssarna gick över Njemen. Bulatov och hans trupper deltog i erövringen av Warszawa i januari. På order av greve Michail Miloradovitj, tågade Bulatovs trupper sedan söderut, jagande framför sig polacker och österrikare. De deltog i belägringen av Częstochowa under general Saken och erövrade i april tillsammans med 3 000 preussare Kraków. 
Under långa dagsmarscher fortsatte Bulatov söderut genom Schlesien och förenade sig med huvudhärden i Breslau i sydvästra Polen. Där fick han kejsarens order att ansluta sig till den polska armén, som också den gått över på de allierades sida. Tillsammans tågade de till Böhmen, där de erövrade den ena staden efter den andra.
Bulatovs uttröttade trupper fortsatte västerut. Regnet öste ner och soldaterna vadade till fotknölarna i lera. Nästan varje minut stannade något transportfordon upp på grund av att ett hjul bröts sönder eller en häst sjönk ner i leran. Dessutom var man inbegripen i en ständig skottväxling med Marskalk Laurent Gouvion Saint-Cyrs armé. Slutligen fick ryssarna övertaget. Bulatov, som intagit området vid Lofitshöjderna, lyckades driva tillbaka fienden på sitt avsnitt. 
Nära Dresden erövrade Bulatov i snöyra de förtvivlat kämpande fransmännens ställningar och satte upp en egen framskjuten ställning. Dresden hade under krigets lopp erövrats av än den ena, än den andra sidan. Denna gång var det ryssarnas tur. Fransmännens 200 kanoner tystnade och 23 generaler, 1 200 officerare och 36 000 soldater lade ner sina vapen. Ceremonin ägde rum den 31 oktober 1813. Fyra ryska bataljoner och lika många österrikiska, flera skvadroner kavalleri och en del av artilleriet marscherade mot staden och stannade på den öppna platsen framför stadens murar. Till takten av militärmusik marscherade sedan 6 000 franska soldater i ett led ut från portalen i stadsmuren. Framför de ryska trupperna lade de ner sina vapen, ryggsäckar och trummor. Många av fransmännen grät andra bröt rasande sönder sina vapen men civilbefolkningen hurrade och kyrkklockorna ringde.
Från Dresden fortsatte Bulatov mot Preussen. Också här välkomnade invånarna dem hjärtligt. Här fanns mycket vilt och man ägnade sig bl.a. åt jakt. Det blev igen kallare och det snöade och regnade om vartannat. Soldaterna led av att deras skodon helt slitits ut och inte heller deras utslitna uniformer gav mycket skydd. 
Marschen fortsatte under ständiga strider. Fienden retirerade och släpade med sig eller förstörde alla matförråd. Hösten hade varit relativt mild men i slutet på december började det bli kallare och det nya året började med snöstormar nästan varje dag. De mötte flyktingar från Hamburg. Marskalk Louis Nicolas Davout hade kört flera tusen personer på porten för att matförråden skulle hinna till. Också Bulatovs trupper hade svårt att få mat. Byarna var fattiga, bönderna utplundrade och snön låg tjock på åkrarna.
Bulatov anlände med sina trupper till Hamburg, där han ledde den högra flanken i riktning Altona och Elbe. Han erövrade byarna Epindorf, Hohelift och Eilenbitel efter hårda strider. På order av general Bennigsen erövrade Bulatov under fyra nattexpeditioner fem öar i Elbe, vilka försvarades av marskalk Davouts trupper. Fransmännen slogs i grunden och Bulatov lyckades ta 2 000 fångar och erövra åtta kanoner. Själv sårades Bulatov lindrigt vid anfallet, först i huvudet nära det högra ögat och sen i benet. Hans äldste son, Alexander, hade i slaget vid Lützen, i spetsen för sitt kompani lyckats erövra flera batterier, förrän också han sårades. 
Men Hamburg ville inte ge sig. General Markov lät sätta upp en vit banderoll med de franska liljorna framför de franska linjerna. På banderollen stod det: "Ludvig Frankrikes konung". Davout lät meddela att han skulle sätta igång artillerielden om ryssarna inte tog ned banderollen. Bulatov svarade att prinsen kunde göra vad han ville men att han tänkte följa överbefälhavarens order. Han tillade att ryssarna inte lät sig skrämmas av hans hotelser och att fransmännen borde visa sin fredsvilja i synnerhet som det ju faktiskt inte längre rådde krigstillstånd mellan Frankrike och Ryssland. Banderollen fick stå och fransmännen inledde inte bombardemanget, som de hotat med. Vita flaggor uppenbarade sig på stadens murar och det stora europeiska kriget var över.
Det ryska högkvarteret flyttade till Altona, som på den tiden var en rätt stor stad men nu är en del av Hamburg. De sista franska trupperna lämnade Hamburg den 17 maj och Hamburg var befriat efter en 4 månader lång belägring. Tillfället firades med en ceremoni, som började klockan 12 med att överbefälhavaren granskade trupperna, som hade samlats mellan Altona och Hamburg.
Sedan startade triumfmarschen mot Hamburg. Först marscherade infanteriet följda av ulanerna, sen kom överbefälhavaren med sin svit och därefter följde generalerna Markov och Bulatov. Vid stadsporten hade man på ett podium satt upp skulpturer av alla de allierade nationernas monarker. Där möttes trupperna av två senatorer. Sedan anslöt sig hundra unga flickor till tåget. De var alla klädda i vitt och spred blommor framför fötterna på de marscherande soldaterna. Hamburgs gator var till trängsel fyllda med hurrande människor. Alla fönster längs marschvägen stod öppna och i varje fönster sågs en vitklädd flicka, som vinkade med en vit näsduk. Under ceremonin, som tog två timmar sköt kanonerna oupphörligt salut. Festligheterna fortsatte hela natten med teater, musik, dans, skjutande och allmän villervalla.

## De sista åren
År 1815 förflyttades Bulatov med den 16:e infanteridivisionen igen till Bessarabien, där han fram till 1816 var chef för de trupper, som befann sig mellan Dnestr, Prut och Donau. År 1820 blev han överbefälhavare över alla trupper i Bessarabien.  
I november 1823 blev Bulatov utnämnd till generallöjtnant och chef för den 27 infanteridivisionen stationerad i Sankt Petersburg. Samma år utnämndes hans äldste son, 30 år gammal, till överste och chef för 12 arméns jägarregemente under general Kerenskij.
Bulatov slog sig ner i Sankt Petersburg tillsammans med sina två yngsta söner. Hans hustru, hade dött ett år tidigare. Deras hus låg mitt emot Uppståndelsekatedralen och sträckte sig längs sidogatorna ända till artilleriets paradfält. Huset i nyklassicismisk stil, med höga pelare på fasaden, står fortfarande kvar. Familjen ägde också ett annat hus i Sankt Petersburg, beläget i hörnet av Sankt Isaksskvären och Posthusgatan, nära Sankt Isakskyrkan.
En kväll år 1824 samtalade Bulatov under en bjudning i sitt hem med generalguvernören i Moskva, greve Arsenij Andrejevitj Zakrevskij. Zakrevskij nämnde att det gick rykten om att Bulatov skulle bli utnämnd till generalguvernör över Sibirien i stället för Kantsevitj. Bulatov svarade att han redan var 64 år gammal och blivit sårad 28 gånger under nästan oavbrutet krigande i nära 50 år. Nu ville han ägna sig åt sin familj och uppfostra sin yngsta son, Michail. Han hade lovat sina söner att stanna i Sankt Petersburg. 
Följande dag fick Bulatov order att infinna sig hos kejsaren. Innan han lämnade sitt hem, lovade han än en gång sin näst äldste son, Alexander, som redan var officer vid gardet, att stanna i Sankt Petersburg. När han anlände till palatset visades han genast till kejsarens arbetsrum. Kejsar Alexander stod vid fönstret och höll en bok i sin hand. Han såg genast upp, gick fram och omfamnade den gamla krigaren. Kejsaren prisade Bulatovs långa insats för fosterlandet och sade att han beslutat utnämna honom till generalguvernör för Sibirien. Han berättade om läget där, om missförhållanden och korruption och tillade att han var säker på att Bulatov kunde få en förbättring till stånd. Han sade att han var övertygad om att Bulatov inte skulle avböja detta erbjudande. 
Bulatov blev så rörd över det varma mottagandet att han inte fick fram ett ord. Med tårar rinnande ned för de väderbitna kinderna hörde han hur Kejsaren gav honom sitt löfte att ta väl hand om hans barn. "Oroa dig inte för dina barn, jag kommer inte att glömma dem. Säg mig vad du vill att jag skall göra för dem." Bulatov svarade "Min härskare, det finns ingen bättre belöning för dem än att de har Ert löfte om lycka i livet. De skall alltid minnas att göra sig förtjänta av denna ära genom att tjäna Ers Majestät."
På några minuter hade Bulatov gett med sig överväldigad av kejsarens ord. Han begav sig hem, berättade allt för sina barn och tillade "jag kommer att lämna er inom några dagar". Alexander replikerade "och hur skall det gå för oss, far? Hur är det med ditt löfte till oss?" Bulatov blev sittande tyst en stund, såg sen snabbt upp och svarade "Gud fader vår Herre och kejsaren kommer inte att lämna er".
Några dagar senare lämnade han sin familj för att aldrig se den igen. Han bosatte sig i Omsk, som ligger vid floden Irtysj, ca 1 000 km öster om Ural, på samma breddgrad som Moskva. Här dog han helt oväntat kort senare den, 2 maj 1825, mitt under ett samtal med medlemmarna vid sitt högkvarter. Han ligger begraven i Omsk.

## Familjeförhållanden
Bulatovs första hustru dog snart efter deras första son Alexanders födelse 1793. Senare gifte sig Bulatov med Maria Bogdanovna Nilus, dotter till generalguvernören i Kiev, general Bogdan Bogdanovitj Nilus. Med henne hade han två söner, som nådde mogen ålder. Den första, född 1801, fick också heta Alexander. Orsaken till att han fick samma namn som sin halvbror var den, att kejsar Alexander I, tillsammans med änkekejsarinnan Maria Feodorovna, var närvarande vid hans dop som gudföräldrar. Dopet förrättades i Peterhofs palatskyrka.
Bulatovs andra son med Maria hette Michail (född ca 1808). 
Bulatovs son i första giftet uppfostrades till en början av sin mors släktingar. De två andra sönernas uppfostran sköttes av Maria Bulatov och guvernanter. Sin far såg de sällan. 
Maria Bulatov var svenskättling, hennes förfäder hade flyttat till Ryssland från Sverige på 1600-talet. Hon var bildad, djupt religiös och mycket sträng mot sina söner. 
Maria var högt respekterad i Sankt Petersburgs societet och nästan varje kväll höll hon salong i sitt hem. Maria lyckades, genom sina förbindelser vid hovet, få de två äldsta pojkarna intagna på den mest eftertraktade militära skolan i Ryssland. De tjänstgjorde vid livgardets grenadjärregemente i Sankt Petersburg. Michail blev kejsarinnan Maria Feodorovnas hovpage. Vid den tidpunkten flyttade Alexander d.ä. till sin fars hus.

## Släktförhållanden
Släktutredningen grundar sig på handlingar i familjen Bulatovs ägo enligt vilka släkten härstammar från Bulat Tochtamysj, khan över Gyllene horden. Vidare omnämns i handlingarna några efterkommande till Tochtamysj, bl.a. Kasim, som slöt förbund med storfursten i Moskva, Vasilij Vasilovitj.
Tochtamysj' härstamning finns utredd i "Essays on Tatar History" av Boris Ischboldin. Enligt dessa dokument kan släktens historia härledas ända till Djingis Khan.
Tochtamysj' sonson, Ulug-Mahmed, som en kort tid var härskare över Gyllene horden, grundade 1438 den oberoende staten Kazan.
Moskva grundade snart därefter en vasallstat under ledning av Ulug-Mahmeds son Kasim. Kasims bror övergick till den kristna tron och kallade sig Simeon Bulatov. En av hans efterkommande, Urak Bulatov bosatte sig i Kazan och blev där ledare för streltserna 1554. Bulatovs förfäder och efterkommande till Urak fick på 1600-talet stora förläningar i guvernementet Rjazan av tsar Aleksej Michajlovitj (1645-1676).